# Boxe aux Jeux du Commonwealth de 2022
Navigation
Édition précédente Édition suivante
Les compétitions de boxe anglaise des Jeux du Commonwealth de 2022 se sont déroulés du 29 juillet au 7 août 2022 à Birmingham en Angleterre.

## Résultats

### Hommes
| Catégories                    | Or             | Argent                 | Bronze                                     |
| Poids mouches (-51 kg)        | Amit Panghal   | Kiaran MacDonald       | Patrick Chinyemba Jake Dodd                |
| Poids coqs (-54 kg)           | Dylan Eagleson | Abraham Mensah         | Matthew McHale Owain Harris-Allan          |
| Poids plumes (-57 kg)         | Jude Gallagher | Joseph Commey          | Mohammad Hussamuddin Keoma-Ali Al-Ahmadieh |
| Poids super-légers (-63,5 kg) | Reese Lynch    | Richarno Colin         | Wyatt Sanford Abdul Omar                   |
| Poids welters (-67 kg)        | Ioan Croft     | Stephen Zimba          | Tyler Jolly Rohit Tokas                    |
| Poids super-welters (-71 kg)  | Aidan Walsh    | Tiago Muxanga          | Garan Croft Kassim Mbundwike               |
| Poids moyens (-75 kg)         | Sam Hickey     | Callum Peters          | Lewis Richardson Simnikiwe Bongco          |
| Poids mi-lourds (-80 kg)      | Sean Lazzerini | Taylor Bevan           | Yusuf Changalawe Aaron Bowen               |
| Poids lourds (-92 kg)         | Lewis Williams | Ato Plodzicki-Faoagali | Edgardo Coumi Duken Tutakitoa-Williams     |
| Poids super-lourds (+92 kg)   | Delicious Orie | Sagar Ahlawat          | Ifeanyi Onyekwere Leuila Mau'u             |

### Femmes
| Catégories                  | Or                | Argent             | Bronze                                 |
| Poids pailles (-48 kg)      | Nitu Ghanghas     | Demie-Jade Resztan | Priyanka Dhillon Lethabo Modukanele    |
| Poids mi-mouches (-50 kg)   | Nikhat Zareen     | Carly McNaul       | Teddy Nakimuli Savannah Stubley        |
| Poids plumes (-57 kg)       | Michaela Walsh    | Elizabeth Oshoba   | Phiwokuhle Mnguni Tina Rahimi          |
| Poids légers (-60 kg)       | Amy Broadhurst    | Gemma Richardson   | Jaismine Lamboria Cynthia Ogunsemilore |
| Poids super-légers (-70 kg) | Rosie Eccles      | Kaye Scott         | Alcinda Panguana Eireann Nugent        |
| Poids moyens (-75 kg)       | Tammara Thibeault | Rady Gramane       | Jacinta Umunnakwe Caitlin Parker       |

### Tableau des médailles
- Pays hôte (Angleterre)

| Rang  | Nation           | Or | Argent | Bronze | Total |
| ----- | ---------------- | -- | ------ | ------ | ----- |
| 1     | Irlande du Nord  | 5  | 1      | 1      | 7     |
| 2     | Inde             | 3  | 1      | 3      | 4     |
| 3     | Écosse           | 3  | 0      | 2      | 5     |
| 4     | Angleterre       | 2  | 3      | 3      | 8     |
| 5     | Pays de Galles   | 2  | 1      | 3      | 6     |
| 6     | Canada           | 1  | 0      | 3      | 4     |
| 7     | Écosse           | 0  | 2      | 3      | 5     |
| 8     | Ghana            | 0  | 2      | 1      | 3     |
| 8     | Mozambique       | 0  | 2      | 1      | 3     |
| 10    | Nigeria          | 0  | 1      | 3      | 4     |
| 11    | Zambie           | 0  | 1      | 1      | 2     |
| 12    | Maurice          | 0  | 1      | 0      | 1     |
| 12    | Samoa            | 0  | 1      | 0      | 1     |
| 14    | Afrique du Sud   | 0  | 0      | 2      | 2     |
| 14    | Tanzanie         | 0  | 0      | 2      | 2     |
| 16    | Botswana         | 0  | 0      | 1      | 1     |
| 16    | Nouvelle-Zélande | 0  | 0      | 1      | 1     |
| 16    | Niue             | 0  | 0      | 1      | 1     |
| 16    | Ouganda          | 0  | 0      | 1      | 1     |
| TOTAL | TOTAL            | 16 | 16     | 32     | 64    |